# میرابچه
میرابچه (به اسپانیایی: Miraveche) یک شهرستان در اسپانیا است.